# میلوتسی (صربستان)
میلوتسی (به صربی: Milevci) یک منطقهٔ مسکونی در صربستان است که در بوسیلگراد واقع شده‌است. میلوتسی ۱۴۰ نفر جمعیت دارد.